# Zvi Hecker

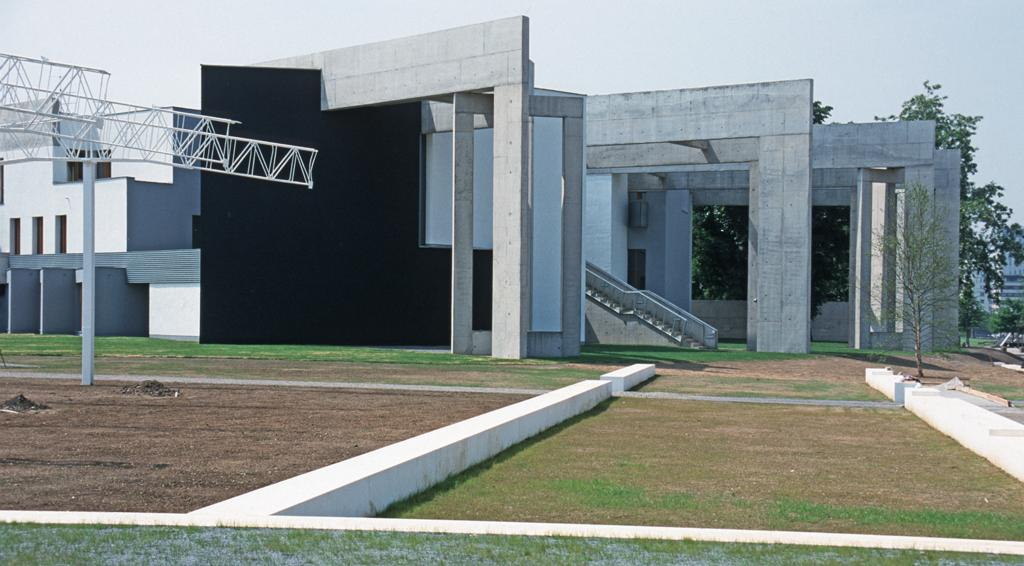
Nowa Synagoga w Duisburgu (1999)

Zvi Hecker (Cwi Hecker; ur. jako Tadeusz Heker 31 maja 1931 w Krakowie, zm. 25 września 2023) – izraelski architekt pochodzący z Polski. W 1950 wyemigrował do Izraela. Pod koniec życia mieszkał i pracował w Niemczech.

## Życiorys
Zvi Hecker urodził się jako Tadeusz Hecker w Krakowie. Dorastał w rodzinnym mieście i Samarkandzie. Edukację architektoniczną rozpoczął na Politechnice Krakowskiej. Wyemigrował do Izraela w 1950. Tam studiował architekturę w Technion (Israel Institute of Technology), którą ukończył w 1955. W Technion studiował z Arje Szaronem, wśród wykładowców znajdował się pochodzący z Austrii Alfred Neumann. W latach 1955–1957 studiował malarstwo w Instytucie Sztuki i Projektowania Avni, było to przed rozpoczęciem kariery architekta. W latach 1957–1959 Hecker służył w Korpusie Inżynierii Bojowej Sił Obronnych Izraela. 

## Główne realizacje
- ratusz w Bat Jam
- Club Mediterranée w Anziv
- laboratorium lotnicze w Hajfie
- Muzeum Historii Palmach w Tel Awiwie